# Matthew Blackheart: Monster Smasher
 (octobre 2017).
Pour plus de détails, voir Fiche technique et Distribution.
Matthew Blackheart: Monster Smasher est un téléfilm fantastique réalisé par Érik Canuel et diffusé le 13 octobre 2001 sur Sci Fi Channel.
En France, le téléfilm est totalement inédit.

## Synopsis
Matthew Blackheart, un soldat de la Seconde Guerre mondiale, est projeté dans le monde moderne dirigé par une caste de monstres. Il se met en marche pour les détruire tous...

## Fiche technique
- Tire original : Matthew Blackheart: Monster Smasher
- Réalisateur : Érik Canuel
- Scénario : Robert Engels, Roy Knyrim, John Schouweiler et Mark Villalobos
- Producteurs : Lise Abastado et Richard Donner
- Producteurs exécutifs : Rich Melcombe, Bruce Moccia, Paul E. Painter et Robin Spry
- Musique : Michel Corriveau
- Directeur de la photographie : John Dyer
- Montage : François Gill et Philippe Ralet
- Distribution : Rosina Bucci, Vera Miller et Nadia Rona
- Décors : Raymond Dupuis
- Costumes : Denis Sperdouklis
- Effets spéciaux de maquillage : Adrien Morot
- Effets visuels : Hybride
- Production : Telescene Film Group
- Distribution : America Video Film
- Durée : 94 minutes
- Langue : anglais
- Pays :  États-Unis /  Canada

## Distribution
- Robert T. Bogue : Matthew Blackheart
- Christopher Heyerdahl : Docteur Jacob Mortas
- Jay Baruchel : Jimmy Fleming
- Karen Elkin : Nancy
- John Novak : Ruskin Stern
- Vlasta Vrana : Franklin D. Roosevelt
- Paul Cagelet : Glen jeune
- Ardon Bess : Sid
- Kenneth Welsh : Docteur James Franken
- Kim Feeney : Rita
- Jayne Heitmeyer : Ava
- Una Kay : Helen Goldsworthy